# Pilar Catalán
Pilar Catalán Rodríguez (Zaragoza, 1958) es una bióloga española, Catedrática de Botánica en la Universidad de Zaragoza y profesora visitante en la Universidad de Tomsk, además de jefa del equipo de investigación Bioflora, grupo de referencia reconocido por el Gobierno de Aragón. 

## Trayectoria
La investigación de Catalán se centra en la biología evolutiva de las plantas, especiación, hibridación, poliploidización, adaptación ecológica, genética del paisaje y genómica comparativa de monocotiledóneas, especialmente de gramíneas templadas (Pooideae, Brachypodium, Loliinae). Fue coautora de la propuesta de Brachypodium distachyon como planta modelo para monocotiledóneas y gramíneas, a principios de los años 90.
Es autora de una amplia producción científica compuesta por 143 publicaciones que incluyen artículos, participación en libros y disertaciones doctorales. Ha dirigido numerosas tesis y trabajos de investigación y realizado estancias de investigación en Europa y América.
Pilar Catalán se licenció en Biología por la Universidad de Navarra en 1980 y se doctoró en 1987 en el Instituto de Ciencias Naturales Aranzadi (Instituto Pirenaico de Ecología, CSIC, y Universidad del País Vasco). En 1989 se incorporó al laboratorio del Profesor Clive A. Stace en la Universidad de Leicester (Reino Unido). De 1993 a 1994 colaboró con los laboratorios del Dr. Richard Olmstead y de la Dra. Elizabeth Kellogg en las Universidades de Colorado y Harvard (EE. UU.).
En 1995 fue nombrada Profesora Titular de Escuela Universitaria en la Universidad de Zaragoza. Desde 1998 dirige el equipo de investigación Bioflora, en la misma Universidad. Su laboratorio ha introducido nuevos enfoques en el análisis de la herencia genómica en plantas poliploides y ha reconstruido las filogenias moleculares de Loliinae (Festuca y géneros afines).
Del año 1998 al 2010 fue miembro del IOPB (International Organization of Plant Biosystematists), y desde el 2000 lidera redes científicas con instituciones de Argentina, Ecuador y Venezuela. Obtuvo una cátedra de Botánica en la Universidad de Zaragoza en 2008 y una cátedra visitante en la Universidad Estatal de Tomsk (Rusia) en 2014. Además, Pilar fue miembro de la Junta Nacional de Biodiversidad de España desde 2006 hasta 2010, año en el que se unió al consorcio científico de Estados Unidos y la Unión Europea financiado por el Joint Genome Institute (JGI) para el estudio del género monocotiledóneo modelo Brachypodium.  
A partir del año 2013 ha sido coordinadora del Programa de Doctorado 'Ciencias Agrarias y del Medio Natural', de la Universidad de Zaragoza. En el año 2021, sus investigaciones se centran en una especie híbrida poliploideha aparecido por cruzamientos recurrentes de las mismas especies progenitoras durante el último millón de años. A través de ella, trata de elucidar si la evolución puede repetirse a sí misma en la naturaleza. Además, trata de descifrar qué cambios genómicos y evolutivos hacen que unas plantas tengan un ciclo de vida corto (plantas anuales) o largo (plantas perennes).

## Reconocimientos
En 2016 fue elegida integrante del comité directivo del consorcio mundial de investigación sobre Brachypodium (Brachypodium International Steering Committee, IBSC), formado por 400 equipos científicos. Esta planta es utilizada como modelo en investigación genómica para mejorar la producción de cereales templados, y la de gramíneas para biocombustibles, entre otros fines.
Ese mismo año, su grupo de investigación fue seleccionado para organizar y albergar el V Congreso Internacional sobre Brachypodium (V International Brachypodium Conference) en 2019.  
En 2017, Pilar Catalán fue distinguida como miembro de honor de la Botanical Society of America por sus aportaciones a la ciencia botánica, destacando sus contribuciones en biología evolutiva y sistemática de las plantas.